# Yacine Brahimi
Yacine Nasr Eddine Brahimi (Arabisch: ياسين إبراهيمي) (Parijs, 8 februari 1990) is een Algerijns voetballer die doorgaans als offensieve middenvelder speelt. Hij tekende in juli 2019 een contract tot medio 2023 bij Al-Rayyan, dat hem transfervrij overnam van FC Porto.

## Clubcarrière
Brahimi werd geboren in Parijs als zoon van Algerijnse ouders. Hij groeide op in Montreuil, Seine-Saint-Denis. Hij leerde voetballen op straat, waar hij de bewegingen van Zinédine Zidane imiteerde. Brahimi komt uit de befaamde jeugdacademie van Stade Rennais. Op 23 juni 2007 tekende hij zijn eerste professioneel contract. Tijdens het seizoen 2009/10 werd hij uitgeleend aan Clermont Foot, waar hij acht doelpunten maakte in 31 wedstrijden. Op 7 augustus 2010 debuteerde hij voor Stade Rennais in de Ligue 1 onder Frédéric Antonetti. Eén dag later zette hij zijn handtekening onder een nieuw, vierjarig contract. Tijdens het seizoen 2012/13 werd hij verhuurd aan het Spaanse Granada CF. In 2013 nam Granada CF Brahimi definitief over voor een transferbedrag van tweeënhalf miljoen euro. Brahimi tekende een vierjarig contract bij de Andalusische club. Hij werd direct een vaste kracht in het elftal en speelde in het seizoen 2013/14 mee in 35 van de 38 competitieduels.

## Interlandcarrière
Yacine Brahimi kwam uit voor alle Franse jeugdselecties vanaf Frankrijk –16. In februari 2013 besloot hij om voor Algerije uit te komen. Hij debuteerde één maand later in een WK-kwalificatiewedstrijd tegen Benin. Op 19 november 2013 kwalificeerde Algerije zich voor het wereldkampioenschap voetbal 2014 in Brazilië, door in de play-offs Burkina Faso te verslaan. Op 2 juni werd hij opgenomen in de selectie voor het wereldkampioenschap in Brazilië door bondscoach Vahid Halilhodžić. Clubgenoten Allan Nyom (Kameroen) en Orestis Karnezis (Griekenland) waren ook actief op het toernooi. In januari 2015 nam Brahimi met Algerije deel aan het Afrikaans kampioenschap voetbal.
| Interlands van Yacine Brahimi voor Algerije | Interlands van Yacine Brahimi voor Algerije | Interlands van Yacine Brahimi voor Algerije | Interlands van Yacine Brahimi voor Algerije | Interlands van Yacine Brahimi voor Algerije | Interlands van Yacine Brahimi voor Algerije | Interlands van Yacine Brahimi voor Algerije |
| №                                           | Datum                                       | Wedstrijd                                   | Uitslag                                     | Soort wedstrijd                             | Doelpunten                                  |                                             |
| Als speler bij Granada CF                   | Als speler bij Granada CF                   | Als speler bij Granada CF                   | Als speler bij Granada CF                   | Als speler bij Granada CF                   | Als speler bij Granada CF                   | Als speler bij Granada CF                   |
| ------------------------------------------- | ------------------------------------------- | ------------------------------------------- | ------------------------------------------- | ------------------------------------------- | ------------------------------------------- | ------------------------------------------- |
| 1.                                          | 26 maart 2013                               | Algerije – Benin                            | 3 – 1                                       | Kwalificatie WK 2014                        | 0                                           |                                             |
| 2.                                          | 16 juni 2013                                | Rwanda – Algerije                           | 0 – 1                                       | Kwalificatie WK 2014                        | 0                                           |                                             |
| 3.                                          | 14 augustus 2013                            | Algerije – Guinee                           | 2 – 2                                       | Vriendschappelijk                           | 0                                           |                                             |
| 4.                                          | 19 november 2013                            | Algerije – Burkina Faso                     | 1 – 0                                       | Kwalificatie WK 2014                        | 0                                           |                                             |
| 5.                                          | 31 mei 2014                                 | Algerije – Armenië                          | 3 – 1                                       | Vriendschappelijk                           | 0                                           |                                             |
| Als speler bij FC Porto                     |                                             |                                             |                                             |                                             |                                             |                                             |
| 6.                                          | 4 juni 2014                                 | Roemenië – Algerije                         | 1 – 2                                       | Vriendschappelijk                           | 0                                           |                                             |
| 7.                                          | 22 juni 2014                                | Zuid-Korea – Algerije                       | 2 – 4                                       | WK 2014                                     | 1                                           |                                             |
| 8.                                          | 26 juni 2014                                | Algerije – Rusland                          | 1 – 1                                       | WK 2014                                     | 0                                           |                                             |
| 9.                                          | 30 juni 2014                                | Duitsland – Algerije                        | 2 – 1                                       | WK 2014                                     | 0                                           |                                             |
| 10.                                         | 6 september 2014                            | Ethiopië – Algerije                         | 1 – 2                                       | Kwalificatie AK 2015                        | 1                                           |                                             |
| 11.                                         | 10 september 2014                           | Algerije – Mali                             | 1 – 0                                       | Kwalificatie AK 2015                        | 0                                           |                                             |
| 12.                                         | 11 oktober 2014                             | Malawi – Algerije                           | 0 – 2                                       | Kwalificatie AK 2015                        | 0                                           |                                             |
| 13.                                         | 15 oktober 2014                             | Algerije – Malawi                           | 3 – 0                                       | Kwalificatie AK 2015                        | 1                                           |                                             |
| 14.                                         | 15 november 2014                            | Algerije – Ethiopië                         | 3 – 1                                       | Kwalificatie AK 2015                        | 1                                           |                                             |
| 15.                                         | 19 november 2014                            | Mali – Algerije                             | 2 – 0                                       | Kwalificatie AK 2015                        | 0                                           |                                             |
| 16.                                         | 11 januari 2015                             | Tunesië – Algerije                          | 1 – 1                                       | Vriendschappelijk                           | 0                                           |                                             |
| 17.                                         | 19 januari 2015                             | Algerije – Zuid-Afrika                      | 3 – 1                                       | Afrikaans kampioenschap                     | 0                                           |                                             |
| 18.                                         | 23 januari 2015                             | Ghana – Algerije                            | 1 – 0                                       | Afrikaans kampioenschap                     | 0                                           |                                             |
| 19.                                         | 27 januari 2015                             | Senegal – Algerije                          | 0 – 2                                       | Afrikaans kampioenschap                     | 0                                           |                                             |

Bijgewerkt op 27 januari 2015.

## Erelijst
| Competitie                      |        |         |       |       |
| Competitie                      | Aantal | Jaren   |       |       |
| Porto                           | Porto  | Porto   | Porto | Porto |
| ------------------------------- | ------ | ------- | ----- | ----- |
| Kampioen Primeira Liga          | 1x     | 2017/18 |       |       |
| Supertaça Cândido de Oliveira   | 1x     | 2018    |       |       |
| Algerije                        |        |         |       |       |
| Afrikaans kampioenschap voetbal | 1x     | 2019    |       |       |